# Port lotniczy Mafikeng
Port lotniczy Mafikeng (IATA: MBD, ICAO: FAMM) – port lotniczy położony w Mafikeng, w prowincji Północno-Zachodniej. Jest jednym z największych portów lotniczych w Republice Południowej Afryki.